# Ironman New York

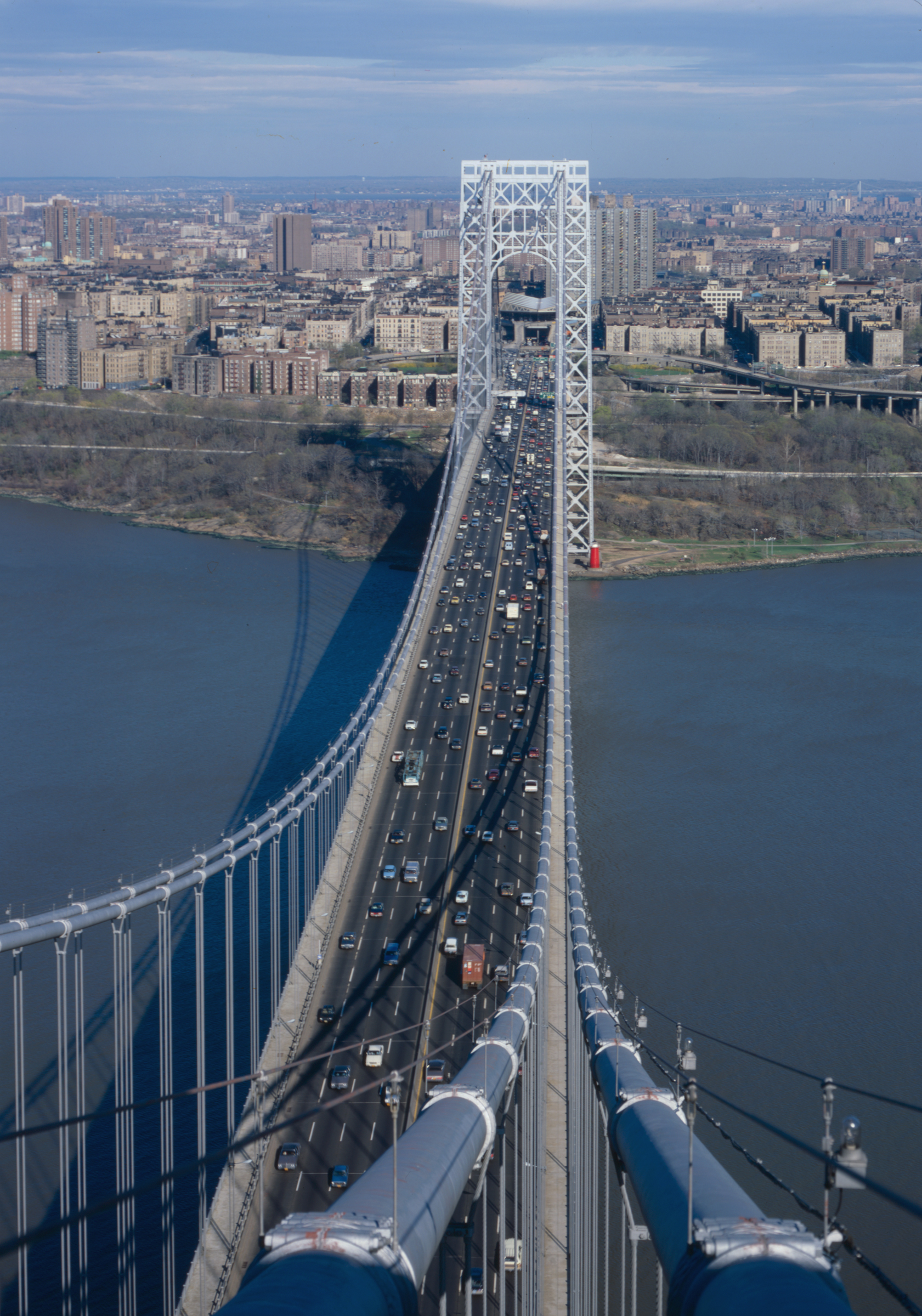
George Washington Bridge

Der Ironman New York war eine 2012 ausgetragene Triathlon-Sportveranstaltung über die Ironman-Distanz (3,86 km Schwimmen, 180,2 km Radfahren und 42,195 km Laufen) in New York City in den Vereinigten Staaten.

## Organisation
Das Rennen wurde am 11. August 2012 ausgetragen und bei diesem Rennen sind die Ironman U.S. Championships ermittelt worden. Es wurden hier 4000 Punkte sowie 75 Startplätze für eine Qualifikation zum Ironman Hawaii, am 13. Oktober 2012 vergeben.
Bei der Erstaustragung waren rund 2500 Triathleten, darunter 59 Profi-Athleten (38 Männer und 21 Frauen), am Start erwartet worden.

Bei der Erstaustragung hier wäre es 2012 beinahe zu einer Absage der Schwimmdisziplin gekommen, da der Hudson River durch eine defekte Abwasserleitung stark durch belastete Abwässer verunreinigt war. Im letzten Moment gaben die Behörden dann aber Entwarnung und das Schwimmen konnte doch stattfinden.
Für 2013 wurde keine Fortführung des Rennens mehr angekündigt.

## Streckenverlauf
Die Schwimmdistanz verlief im Hudson River und der Ausstieg war ein wenig nördlich der George Washington Bridge. Die Radstrecke ging über zwei Runden und die Marathondistanz ebenfalls über einen zweimal zu absolvierenden Kurs links und rechts des Hudson Rivers entlang.
Den Streckenrekord erzielte Jordan Rapp mit seiner Siegerzeit von 8:11:18 Stunden sowie bei den Frauen Mary Beth Ellis mit 9:02:48 Stunden.

## Siegerliste
| Datum         | Männer       | Männer        | Männer        | Frauen          | Frauen        | Frauen        |
| Datum         | Erster Platz | Zweiter Platz | Dritter Platz | Erster Platz    | Zweiter Platz | Dritter Platz |
| ------------- | ------------ | ------------- | ------------- | --------------- | ------------- | ------------- |
| 11. Aug. 2012 | Jordan Rapp  | Maxim Kriat   | József Major  | Mary Beth Ellis | Rebekah Keat  | Amy Marsh     |